# Karmann
Pour les articles homonymes, voir Karmann (homonymie).
Wilhelm Karmann GmbH, plus connu comme simplement « Karmann », était jusqu'à 2009 le plus grand fabricant automobile indépendant d'Allemagne. La compagnie, installée à Osnabrück, a été fondée en 1901 par Wilhelm Karmann. Elle a employé jusqu'à près de 8 000 personnes dans le monde avant de faire faillite en 2010.

## Présentation
Touchant au design, à la production et l'assemblage, Karmann a travaillé en tant que sous-traitant pour différents constructeurs automobiles, comme Mercedes, Porsche ou Volkswagen ainsi que Renault. La société était spécialisée dans la production de courtes séries pour des marchés de niche, comme les voitures coupé cabriolet, cabriolet, ou coupé.
L'entreprise a en particulier produit les carrosseries des Porsche 356 dans les années 1950, de la Porsche 911 de 1966 à 1971, de la Porsche 914 de 1969 à 1976 (elle assurait le montage complet des modèles 914-4 à moteurs Volkswagen), des Karmann Ghia (type 14 et 34) de 1955 à 1974, des Scirocco de 1974 à 1988 et le toit articulé de la Mercedes-Benz Classe SLK dans les années 1990 et 2000. karmann est intervenu aussi sur la Renault 19 cabriolet et la Megane 2 cc.
Le 8 avril 2009, Karmann est déclarée en cessation de paiements, à cause de la forte baisse de la demande en voitures, conjuguée aux obligations financières de filiales de l'entreprise. Volkswagen annonce dans un premier temps qu'il souhaite acquérir l'entreprise, puis qu'il se porte acquéreur de l'usine d'Osnabrück pour y produire un nouveau véhicule. La production a repris en 2011. Le 4 novembre 2010, l'équipementier automobile finlandais Valmet Automotive rachète la partie « systèmes de toit » de Karmann, avec des entités en Allemagne et en Pologne. Les activités japonaises de Karmann ont été vendues en février 2010 à Magna International, et les activités nord-américaines en août 2010 à Webasto Group.

## Galerie

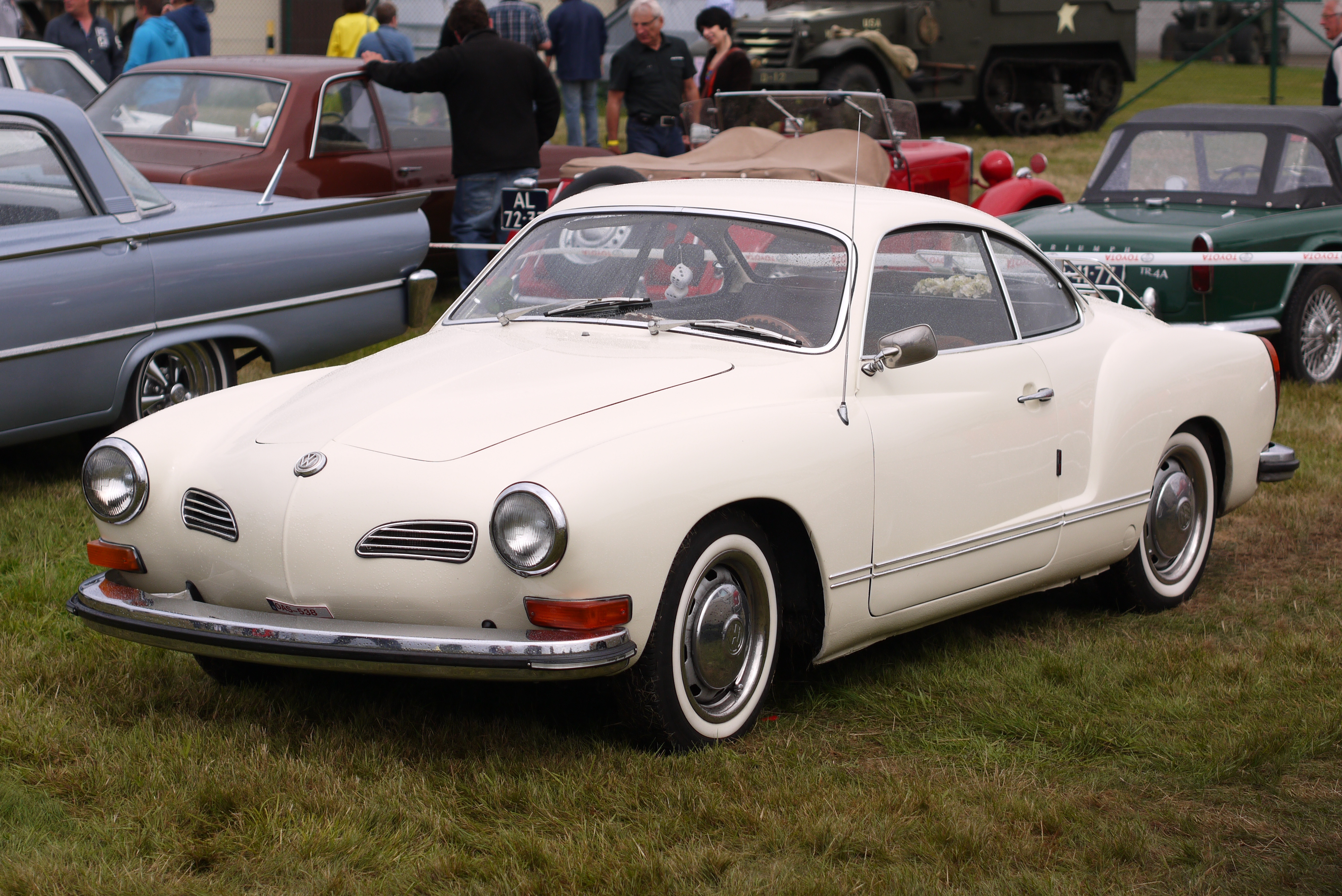
Une VW Karmann Ghia type 14.
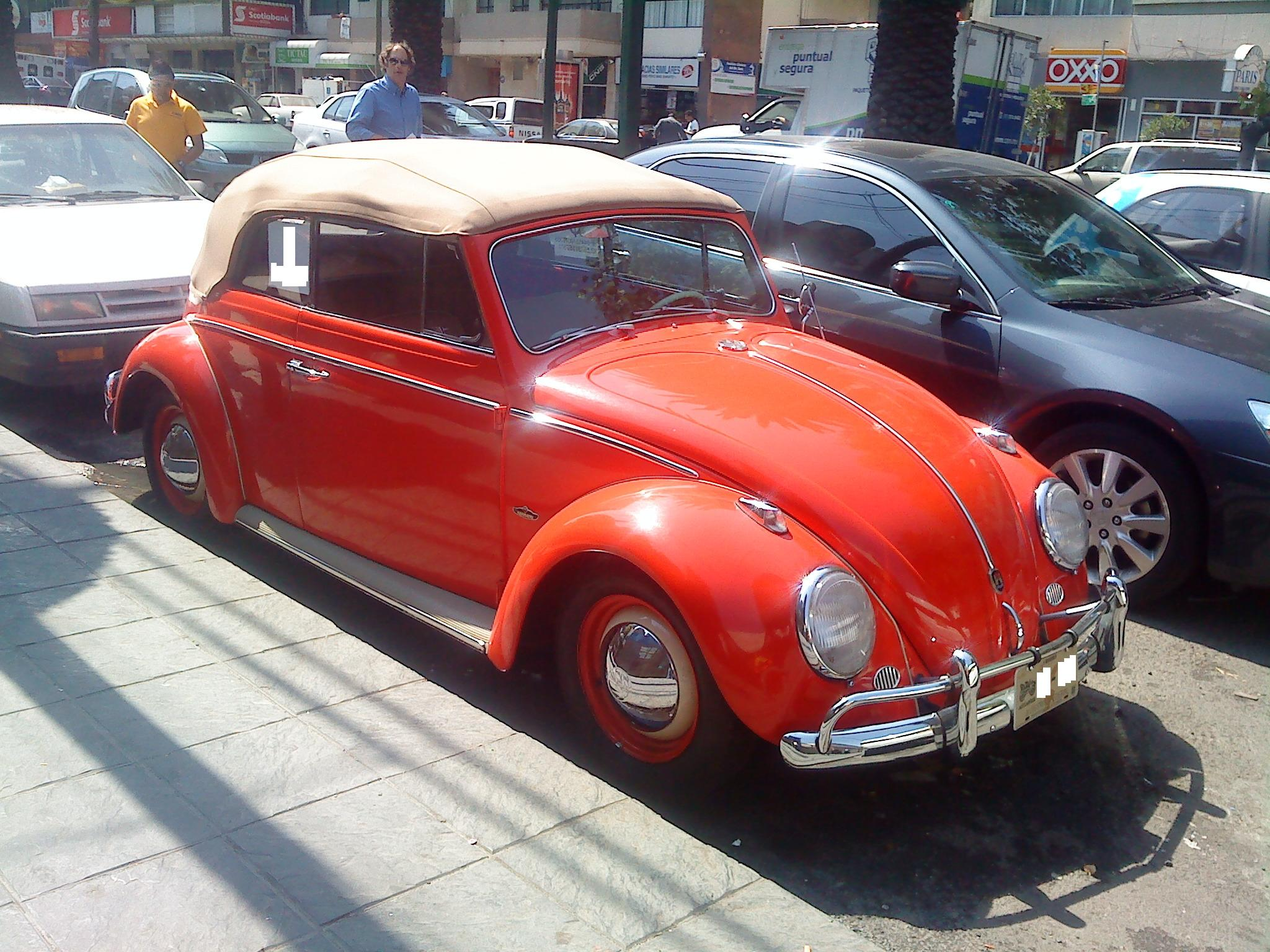
Coccinelle 1300 cabriolet Karmann de 1962.
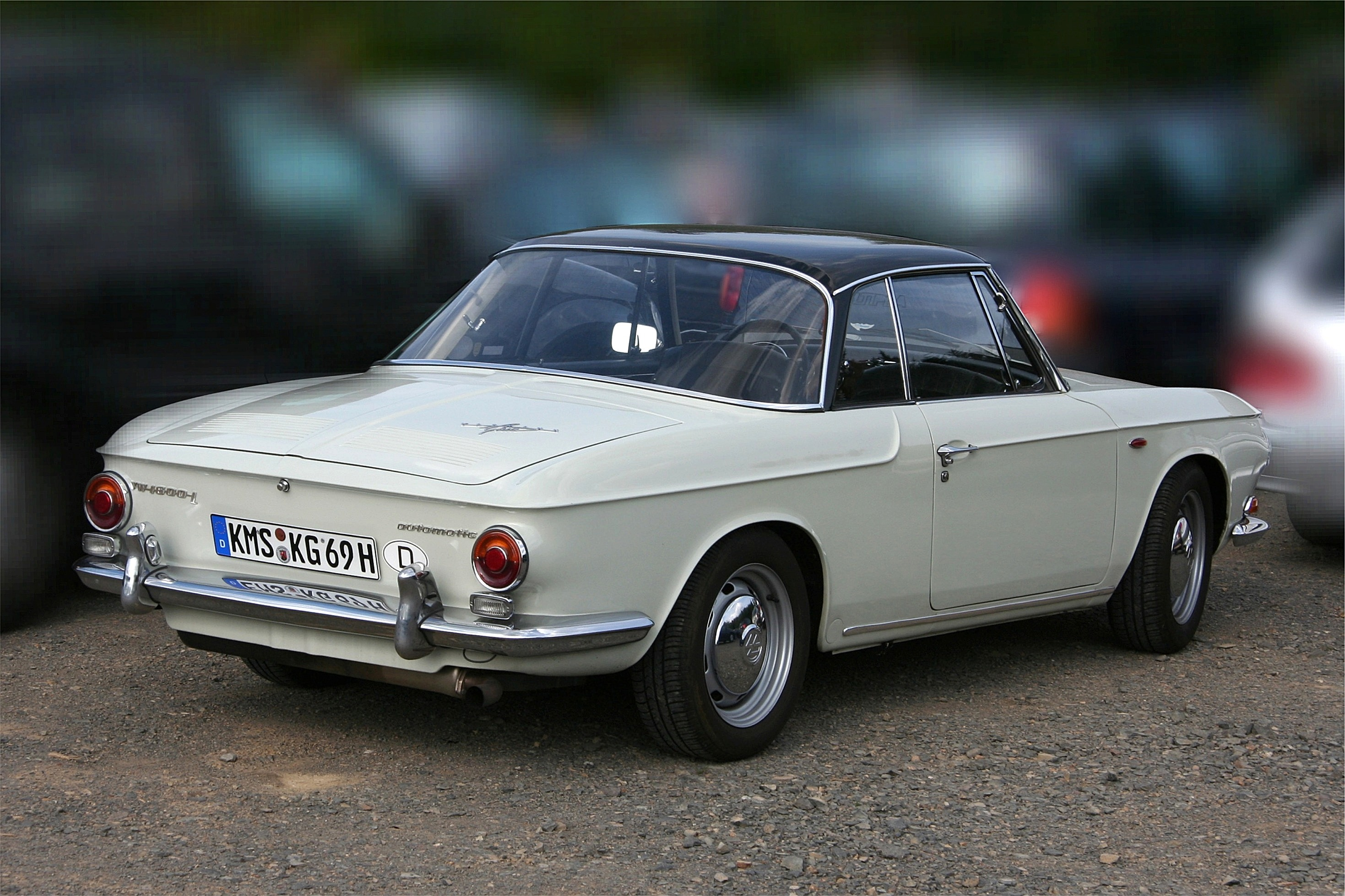
Une Volkswagen Karmann Ghia type 34 vue de 3/4 arrière.
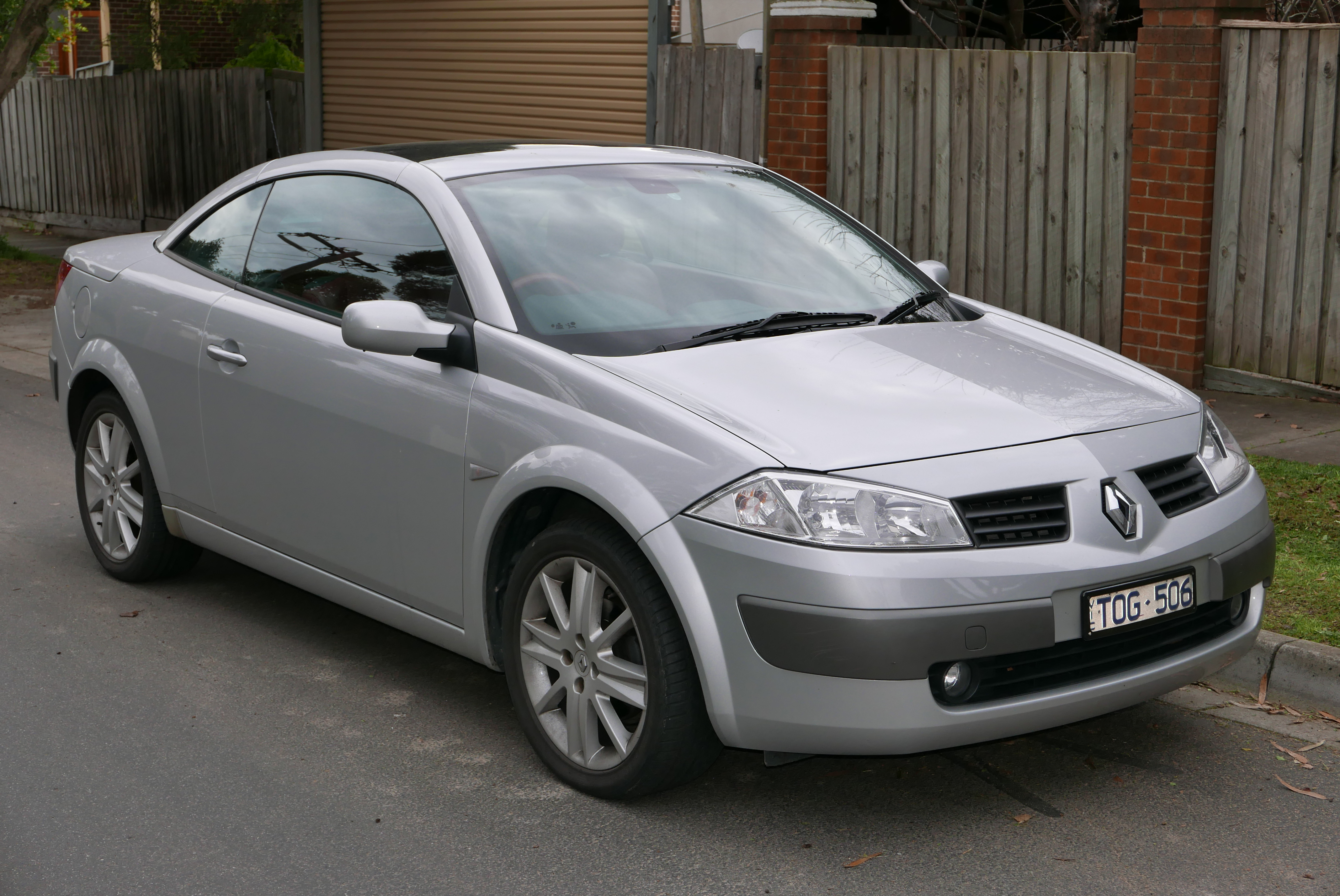
Renault Megane 2 cc (coupé cabriolet)
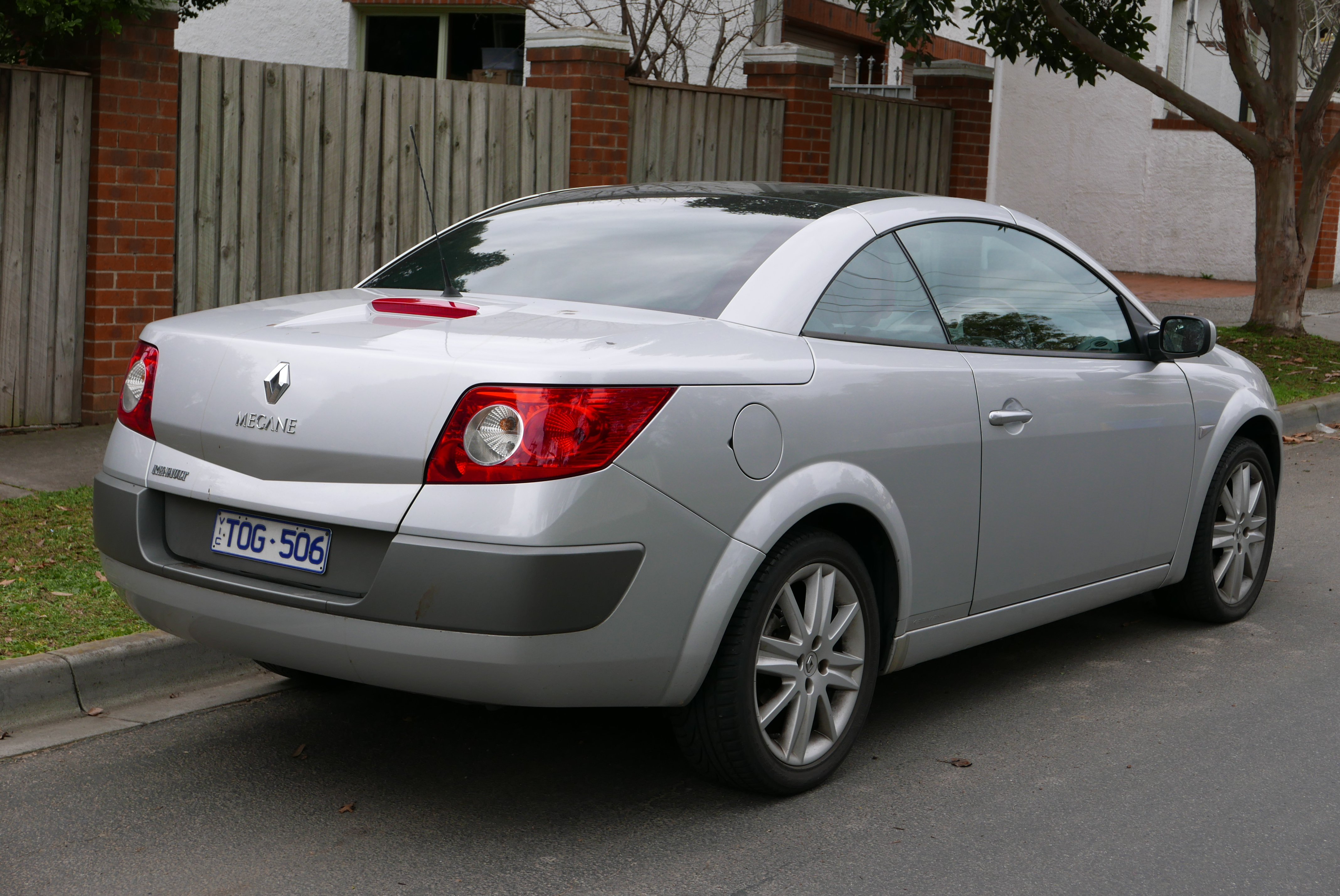
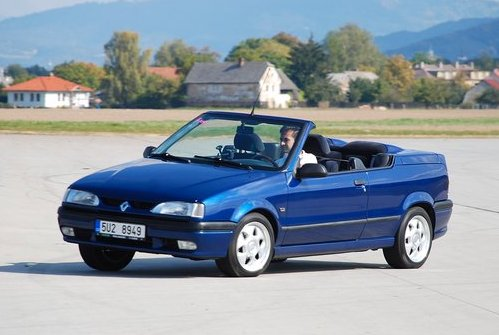
Renault 19 cabriolet
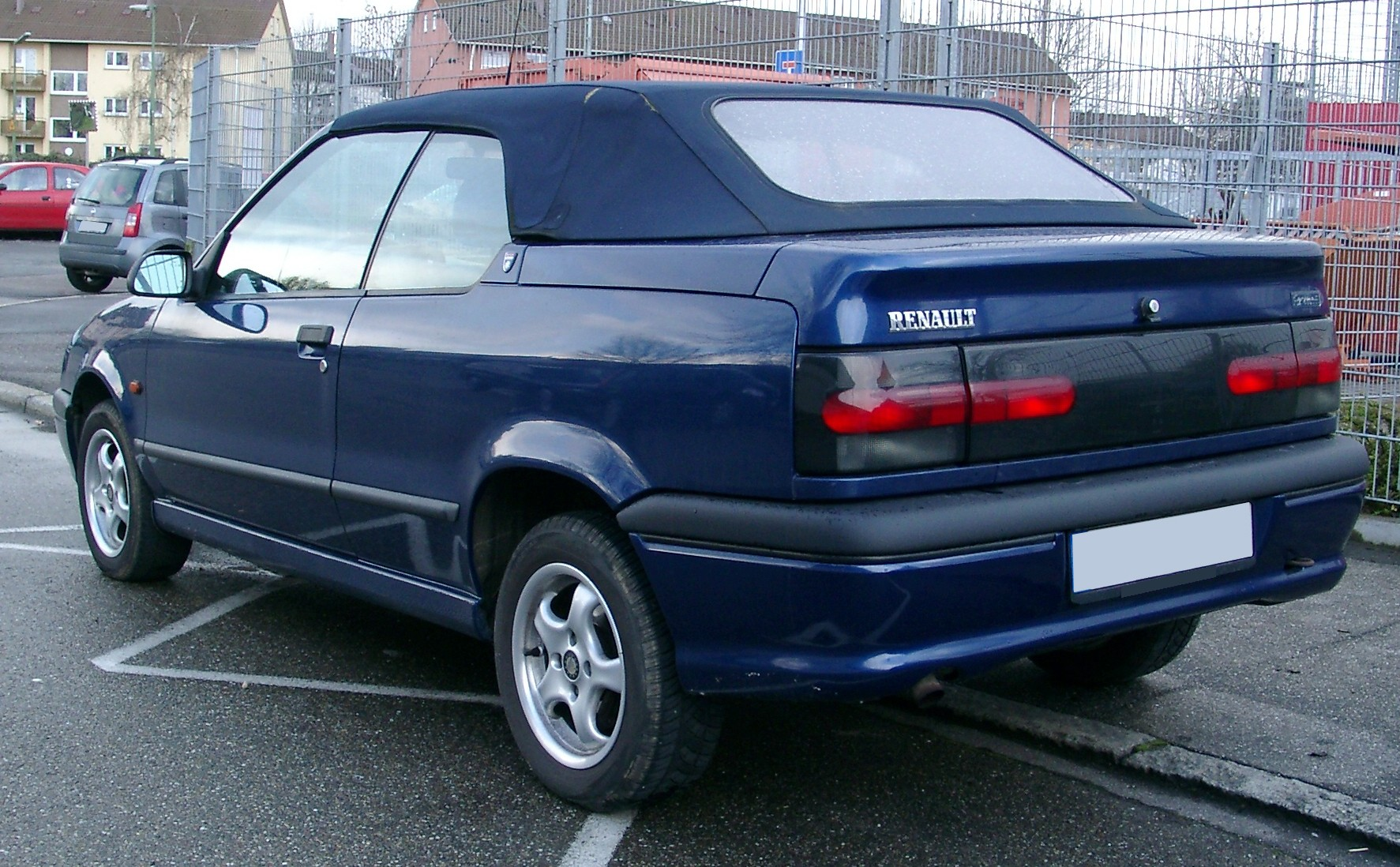